# Henock Abrahamsson
Pour les articles homonymes, voir Abrahamsson.
Henock Abrahamsson (né le 29 octobre 1909 à Göteborg en Suède et mort le 23 avril 1958) est un joueur international de football suédois, qui jouait au poste de gardien de but.

## Carrière

### Club
C'est au Gårda BK, club suédois de l'Allsvenskan, qu'Abrahamsson joue durant sa carrière.

### International
Il est également joueur international avec l'équipe de Suède et est notamment connu pour avoir été sélectionné en tant que gardien de but titulaire par l'entraîneur hongrois József Nagy en tant que l'un des 22 joueurs qui participent à la coupe du monde 1938 en France.